# Rosser village. Utah
Rosser village je [[{{{tip}}}]] u američkoj saveznoj državi Teksas. Prema popisu stanovništva iz 2010. u njemu je živjelo 332 stanovnika.